# Denver Dynamos 1974
Questa pagina raccoglie i dati riguardanti i Denver Dynamos nelle competizioni ufficiali della stagione 1974.

## Stagione
I neonati Dynamos vennero affidati all'inglese Ken Bracewell che costruì una squadra con una forte ossatura ad impronta britannica, molti giocatori erano giunti dall'Oldham Athletic in prestito, puntellata da alcuni giocatori statunitensi, che però trovarono poco impiego ad esclusione di Jeff Solem, e soprattutto la stella sudafricana Kaizer Motaung.
La squadra non superò la fase a gironi del torneo, chiudendo la Central Division al terzo e ultimo posto.

## Organigramma societario
Area direttiva
Area tecnica
- Allenatore: Ken Bracewell

## Rosa
| N. |                        | Ruolo | Calciatore         |
| -- | ---------------------- | ----- | ------------------ |
| 00 | Stati Uniti (bandiera) | P     | Chester Kowalewski |
| 0  | Stati Uniti (bandiera) | P     | Bruce Brown        |
| 1  | Inghilterra (bandiera) | P     | Mick Poole         |
| 2  | Inghilterra (bandiera) | D     | Ian Wood           |
| 3  | Inghilterra (bandiera) | D     | Dave Worthington   |
| 4  | Inghilterra (bandiera) | C     | Stan Horne         |
| 5  | Inghilterra (bandiera) | D     | Jim Grummett       |
| 6  | Inghilterra (bandiera) | C     | Stan Ternent       |
| 6  | Inghilterra (bandiera) | C     | Graham Bell        |
| 7  | Inghilterra (bandiera) | A     | Lee Brogden        |
| 8  | Stati Uniti (bandiera) | C     | Mick Hoban         |
| 9  | Brasile (bandiera)     | C     | Emanuel Carrette   |

| N.    |                        | Ruolo | Calciatore     |
| ----- | ---------------------- | ----- | -------------- |
| 9     | Scozia (bandiera)      | A     | Andy Lochhead  |
| 10    | Brasile (bandiera)     | A     | Iris DeBrito   |
| 11    | Inghilterra (bandiera) | A     | Ian Robins     |
| 14    | Stati Uniti (bandiera) | C     | Jeff Solem     |
| 16    | Stati Uniti (bandiera) | D     | Kevin Howe     |
| 17    | Stati Uniti (bandiera) | D     | Wally Ziaja    |
| 17    | Stati Uniti (bandiera) | C     | Tony Suffle    |
| 17/18 | Inghilterra (bandiera) | C     | John Stenson   |
| 18    | Canada (bandiera)      | A     | David Proctor  |
| 18    | Inghilterra (bandiera) | D     | John Milner    |
| 19    | Sudafrica (bandiera)   | A     | Kaizer Motaung |
| 25    | Inghilterra (bandiera) | D     | Ken Bracewell  |